# Konrad Frey
Pour les articles homonymes, voir Frey.
Konrad Frey (né le 24 avril 1909 à Bad Kreuznach ; mort le 24 mai 1974) est un gymnaste allemand. 
Il a été l'athlète ayant remporté le plus grand nombre de médailles (6) lors des Jeux olympiques de Berlin. 
Pour les médailles d'or, il termine deuxième derrière Jesse Owens qui en a remporté 4, contre 3 pour Konrad Frey.

## Biographie
Konrad Frey est le fils d'un maçon, Simon Frey et de Appolinia Josephine Soiné. Il a effectué un apprentissage de serrurier.
En 1932, 1935 et 1937, Konrad Frey a été champion d'Allemagne au concours général individuel.
Pendant la Seconde Guerre mondiale, il était sergent (Feldwebel) dans la Heer. Il est ensuite professeur de gymnastique et de sport.
Il prend sa retraite le 31 mai 1967 et a été invité d'honneur du Comité international olympique lors des Jeux olympiques de Munich en 1972.

## Palmarès
- Berlin 1936
  -  médaille d'or aux barres parallèles : 19,067
  -  médaille d'or au cheval d'arçons : 19,333
  -  médaille d'or au concours par équipes : 111,532
  -  médaille d'argent à la barre fixe : 19,267
  -  médaille de bronze au sol : 18,466
  -  médaille de bronze au concours général individuel : 111,532
  - 18e aux anneaux : 17,733
  - 20e au saut de cheval : 17,666